# Suus
Suus је песма албанске певачице Роне Нишлију. Песму је написала поменута певачица, а компоновао је Флорент Бошњаку.
Албански национални емитер организовао је 50. Фестивали и Кенгес како би одредио албанског представника за Песму Евровизије 2012. у Бакуу. У финалу, Рона Нишлију је изабрана да представља државу на такмичењу, након што је добила укупно 77 поена. Музички спот за песму премијерно је приказан на званичном Јутјуб каналу такмичења за Песму Евровизије 17. марта 2012. године.
57. Песме Евровизије одржано је у Бакуу у Азербејџану и састојало се од два полуфинала 22. и 24. маја и великог финала 26. маја 2012. године. У великом финалу, Албанија је наступила на трећој позицији и заузела 5. место од двадесет шест такмичара са 146 бодова. То је до данас најбољи резултат Албаније на такмичењу.